# Großwoltersdorf
Großwoltersdorf is een gemeente in de Duitse deelstaat Brandenburg, en maakt deel uit van de Landkreis Oberhavel.
Großwoltersdorf telt 778 inwoners.

## Demografie
| Jaar | Inwoners |
| ---- | -------- |
| 1875 | 1 116    |
| 1890 | 1 420    |
| 1910 | 1 405    |
| 1925 | 1 484    |
| 1933 | 1 256    |
| 1939 | 1 387    |
| 1946 | 2 139    |
| 1950 | 1 865    |
| 1964 | 1 414    |
| 1971 | 1 288    |

| Jaar | Inwoners |
| ---- | -------- |
| 1981 | 1 051    |
| 1985 | 1 023    |
| 1989 | 1 022    |
| 1990 | 1 035    |
| 1991 | 1 007    |
| 1992 | 996      |
| 1993 | 1 001    |
| 1994 | 989      |
| 1995 | 990      |
| 1996 | 986      |

| Jaar | Inwoners |
| ---- | -------- |
| 1997 | 975      |
| 1998 | 1 001    |
| 1999 | 994      |
| 2000 | 992      |
| 2001 | 1 000    |
| 2002 | 977      |
| 2003 | 990      |
| 2004 | 982      |
| 2005 | 966      |
| 2006 | 932      |

| Jaar | Inwoners |
| ---- | -------- |
| 2007 | 937      |
| 2008 | 916      |
| 2009 | 908      |
| 2010 | 860      |
| 2011 | 811      |
| 2012 | 810      |
| 2013 | 807      |
| 2014 | 803      |
| 2015 | 793      |
| 2016 | 768      |

| Jaar | Inwoners |
| ---- | -------- |
| 2017 | 762      |
| 2018 | 759      |
| 2019 | 754      |
| 2020 | 778      |

Birkenwerder ·
Fürstenberg/Havel ·
Glienicke/Nordbahn ·
Gransee ·
Großwoltersdorf ·
Hennigsdorf ·
Hohen Neuendorf ·
Kremmen ·
Leegebruch ·
Liebenwalde ·
Löwenberger Land ·
Mühlenbecker Land ·
Oberkrämer ·
Oranienburg ·
Schönermark ·
Sonnenberg ·
Stechlin ·
Velten ·
Zehdenick